# Krzysztof Jan Szembek
Krzysztof Jan Szembek, Krzysztof Jan na Słupowie Szembek (ur. 16 maja 1680, zm. 16 marca 1740 w Lidzbarku Warmińskim) – biskup chełmski (1713–1719), przemyski (1719–1724), warmiński (1724–1740), sekretarz wielki koronny od 1710 roku. 

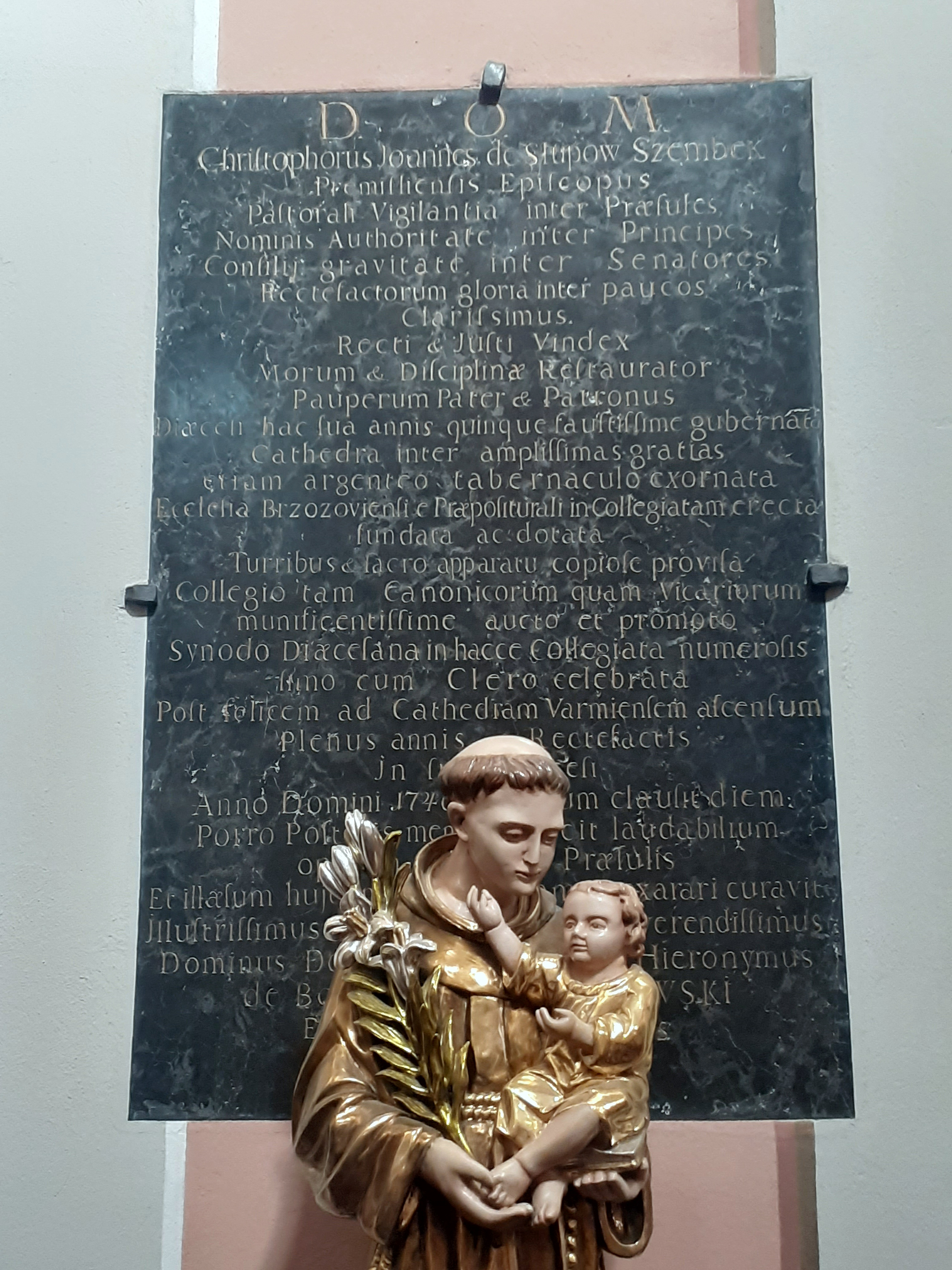
Epitafium w Brzozowie

## Życiorys
Syn Franciszka brat prymasa Krzysztofa Antoniego Szembka. Studiował na Uniwersytecie w Ingolstadt w 1699 roku.
Kanonik krakowski w 1703 roku, scholastyk sandomierski w 1706 roku, prepozyt komendatoryjny miechowski w 1712 roku.
8 września 1717 r. dokonał koronacji obrazu MB Częstochowskiej na Jasnej Górze koronami papieskimi. Był członkiem konfederacji generalnej zawiązanej 27 kwietnia 1733 roku na sejmie konwokacyjnym. W 1733 roku podpisał elekcję Stanisława Leszczyńskiego. W czasie elekcji 1733 roku jako deputat Senatu podpisał pacta conventa Stanisława Leszczyńskiego. W 1735 roku podpisał uchwałę Rady Generalnej konfederacji warszawskiej.
Biskup Szembek został pochowany w katedrze fromborskiej.
Epitafium Krzysztofa Andrzeja Jana Szembeka zostało umieszczone w kościele Przemienienia Pańskiego w Brzozowie, którego był fundatorem.